# Janez Pristavec
Janez Pristavec , slovenski slikar in risar, * 27. marec 1947, Maribor, Slovenija,  † 29. maj 2008, Maribor.
Diplomiral je leta 1977 na Akademiji za likovno umetnost v Ljubljani pri prof. Milanu Butini in Andreju Jemcu. Po diplomi je delal kot grafični oblikovalec in likovni pedagog. Razstavljal je na več kot 85 skupinskih in 35 samostojnih razstavah.
Janez Pristavec (27. marec 1947 – 28. maj 2008) je bil vpliven slovenski slikar in likovni pedagog, katerega dela je leta 1998 predstavila Umetnostna galerija Maribor (ena osrednjih ustanov za moderno in sodobno umetnost v Sloveniji), njegova dela pa so arhivirana tudi v Kongresni knjižnici Združenih držav Amerike. Pristavcu pripisujejo poglobljena raziskovanja različnih umetniških slogov. Rojen je bil v Mariboru, kjer je tudi preživel otroštvo. Študiral je na Akademiji za likovno umetnost Univerze v Ljubljani pod mentorstvom priznanih slovenskih umetnikov, kot so Bogdan Borčič, Nikolaj Omersa, Zoran Didek, Gabrijel Stupica in Štefan Planinc. Po diplomi je postal aktiven član ustvarjalnih in umetniških skupin v Mariboru v obdobju med letoma 1980 in 2005. V tem času je pripravil okoli 40 samostojnih in sodeloval na 85 skupinskih razstavah.

### Umetniška obdobja
Otroštvo in zgodnje delo (1974–1979)
Pristavec se je začel ukvarjati z risanjem že v osnovni šoli pri devetih letih. Sprva se je posvečal klasičnim motivom – pokrajinam, portretom, avtoportretom in cvetličnim tihožitjem. Z njimi je izpopolnjeval svoje risarske spretnosti, čeprav se zaradi družinskih razlogov ni mogel vpisati na Akademijo za likovno umetnost v Ljubljani takoj. Kljub temu je nadaljeval delo v grafiki, predvsem v tehnikah suhe igle in linoreza. Na Akademijo se je vpisal leta 1974, že vešč več tehnik.
Akademija (1974–1979)
Kot študent se je posvetil risanju živali in avtoportretov. Posebej ga je zanimala upodobitev plazilcev – žab, kuščarjev in rib – v naravnem, realističnem slogu, poleg tega pa tudi človeška figura. Kmalu se je začel ukvarjati s grafiko, ki je nadomestila njegove prej običajne risbe s svinčnikom in tušem. V sredini študija se je osredotočil na študije ženskih aktov, sprva v klasični obliki, nato pa v minimalističnih, kubističnih zasnovah s poudarkom na živih, jasnih barvah, pod vplivom Henrija Matissa. Po letu 1976 so akti postali poligon za raziskovanje barvnih polj in geometrijskih elementov, kar ga je vodilo k vplivom ameriškega abstraktnega ekspresionizma (Rothko, Newman).
Grafika in linorez (1980–1983)
Po seriji abstraktnih aktov na papirju leta 1979 se je naslednja tri leta posvetil linorezu in lesorezu. Tema plazilcev ostaja prisotna, dodali so se motivi rib v različnih barvah in geometrijskih oblikah. Med letoma 1981 in 1983 je nastala tudi vrsta risb deformiranih ženskih teles z izkrivljeno perspektivo.
Raziskovanje barv (1984–1995)
Vse se je začelo z Meljskim hribom v Mariboru. Pristavec je v sklopu slikarskega tekmovanja "Ex tempore '83" našel navdih v tem lokalnem hribu, ki ga je raziskoval v različnih vremenskih in svetlobnih pogojih. Fascinacija z barvnimi razmerji, posebej rumene in oranžne barve, ga je pripeljala do serije slik »Hrib«, ustvarjene v letih 1983–1985, ki obsega okoli 230 del v kombiniranih tehnikah na papirju.
Leta 1986 je bila v Mariboru organizirana velika multimedijska razstava, ki je Pristavca usmerila v ekspresivno figuraliko na velikih formatih do leta 1992. V tem obdobju so nanj vplivali tudi umetniki skupine Neue Wilde iz Nemčije in umetnost starih ljudstev. V začetku 90. let se je posvetil abstraktnim, duhovno transcendentalnim barvnim prostorom.
Leta 1994 je v naravi našel barvne harmonije, ki so ga spominjale na njegova iskanja v slikarstvu. Iz tega je nastala serija laserskih barvnih montaž in razstava. Krog abstrakcije se je zanj sčasoma naravno zaključil.
Portreti (1993–1999)
Ko je občutil, da je njegov abstraktni izraz dosegel svoj vrhunec, se je Pristavec vrnil k portretu – enemu najzahtevnejših slikarskih izzivov. Preučil je simetrično perspektivo v portretiranju (npr. pri Kate Moss) in razvil barvni realizem, podoben tistemu, ki so ga po drugi svetovni vojni poučevali na akademiji. Navdih so mu bili mojstri kot Lucas Cranach, Hogarth, Matisse ter njegovi profesorji in njihovi vzorniki: El Greco, Goya, Velázquez, Soutine, Modigliani in Kokoschka.
Karikature (1999–2006)
Leto 1999 je bilo za Pristavca prelomno – po smrti žene ni več zdržal osamljenosti ateljeja in je začel risati ljudi na javnih mestih. Pod vplivom Hesseja, Fromma, Junga in vzhodnih filozofij je razvil nov pogled na življenje. Risanje je dojemal kot ritual, pri katerem tudi upodobljenci s svojimi komentarji sodelujejo v procesu ustvarjanja. Njegovi hitri skicirani portreti, nastali na kulturnih dogodkih v Mariboru med letoma 1999 in 2006, so zbrani v knjigi Janez Pristavec: Srečanja (2006).
Mitologija (2007–2008)
Čeprav ga je od leta 2005 dalje slabila dolgotrajna bolezen, je Pristavec ostal ustvarjalen do zadnjih dni. V olju in akrilu je ustvaril okoli 40 platen, ki prikazujejo žive in barvite prizore iz grške, krščanske in slovanske mitologije.

### Razstave
- DSLU / Društvo slovenskih likovnih umetnikov, Likovno razstavišče Rihard Jakopič, Ljubljana, Slovenija, 15. 12. 1980 – 11. 1. 1981
- DSLU. Zapis na papirju, Likovno razstavišče Rihard Jakopič, Ljubljana, Slovenija, 26. 11. 1981 – 1981
- DSLU. Razstava Društva slovenskih likovnih umetnikov, Likovno razstavišče Rihard Jakopič, Ljubljana, Slovenija, 17. 11. 1982 – 10. 12. 1982
- Utrinek slovenske likovne tvornosti. Darilo za darilo (prodajna razstava), Likovni salon, Celje, Slovenija, 25. 11. 1986 – 20. 12. 1986
- Didaktična zbirka: Risba, Galerija ZDSLU, Ljubljana, Slovenija, 13. 10. 1987 – 27. 10. 1987
- DLUM – Društvo likovnih umetnikov Maribor, Razstavni salon Rotovž, Trg Borisa Kraigherja, Maribor, Slovenija, 22. 4. 1988 – 14. 5. 1988
- Barva: Razstava članov ZDSLU, Likovno razstavišče Rihard Jakopič, Ljubljana, Slovenija, 2. 12. 1988 – 19. 12. 1988
- Društvo likovnih umetnikov Maribor. Risba in skulptura, Razstavni salon Rotovž, Maribor, Slovenija, 20. 4. 1989 – 24. 5. 1989
- Likovni trenutek 1989, Likovno razstavišče Rihard Jakopič, Ljubljana, Slovenija, 18. 5. 1989 – 8. 6. 1989
- DLUM – Društvo likovnih umetnikov Maribor, Razstavni salon Rotovž, Maribor, Slovenija, 24. 4. 1990 – 23. 5. 1990
- Slike in grafike iz zbirke Tehniške fakultete Maribor, Razstavni salon Tehniške fakultete, Maribor, Slovenija, 3. 12. 1990 – 31. 12. 1990
- Slovenska grafika: Razstava članov ZDSLU, Likovno razstavišče Rihard Jakopič, Ljubljana, Slovenija, 17. 1. 1991 – 8. 2. 1991
- Majski salon: Razstava članov ZDSLU, Likovno razstavišče Rihard Jakopič, Ljubljana, Slovenija, 9. 5. 1991 – 29. 5. 1991
- Društvo likovnih umetnikov Maribor, Razstavni salon Rotovž, Maribor, Slovenija, 10. 5. 1991 – 13. 6. 1991
- Majski salon '92, Jakopičeva galerija, Ljubljana, Slovenija, 9. 4. 1992 – 4. 5. 1992
- Člani Društva likovnih umetnikov Maribor, Razstavni salon Rotovž, Maribor, Slovenija, 23. 4. 1992 – 15. 5. 1992
- Društvo likovnih umetnikov Maribor, Razstavni salon Rotovž, Maribor, Slovenija, 22. 4. 1993 – 22. 5. 1993
- Društvo likovnih umetnikov Maribor: Spomladanska razstava, Razstavni salon Rotovž, Maribor, Slovenija, 5. 5. 1994 – 5. 6. 1994
- Podarjene likovne umetnine, Idrija, Slovenija, 1995
- Oblikovalci: Člani DLUM, Galerija DLUM, Maribor, Slovenija, 5. 4. 1995 – 4. 5. 1995
- Društvo likovnih umetnikov Maribor, Razstavni salon Rotovž, Maribor, Slovenija, 25. 4. 1995 – 20. 5. 1995
- Nagrajenci DLUM 1993–1995, Milano, Italija, 1995
- Nagrajenci DLUM 1995, Galerija DLUM, Maribor, Slovenija, 22. 11. 1995 – 12. 12. 1995
- Nagrajenci DLUM za leto 1995, Razstavni paviljon Zdravilišča Rogaška Slatina, Slovenija, 23. 3. 1996 – 23. 4. 1996
- Društvo likovnih umetnikov Maribor, Galerija Murska Sobota, Slovenija, 10. 5. 1996 – 2. 6. 1996
- Jubilanti DLUM 1997, Galerija DLUM, Maribor, Slovenija, 2. 4. 1997 – 28. 4. 1997
- Nagrajenci in jubilanti DLUM 1997, Likovna vitrina Zavarovalnice Triglav, Nova Gorica, Slovenija, 9. 10. 1997
- Razstava članov Društva likovnih umetnikov Maribor 1998, Razstavni salon Rotovž, Maribor, Slovenija, 7. 5. 1998 – 29. 5. 1998
- Nagrajenci DLUM 1993–1998, Galerija sodobne umetnosti, Celje, Slovenija, 19. 11. 1998 – 31. 12. 1998
- DLUM – Društvo likovnih umetnikov Maribor, Razstavni salon Rotovž, Maribor, Slovenija, 8. 4. 1999 – 8. 5. 1999
- DLUM 2000: 80. obletnica, Biblioteca Civica, Cordovado, Italija, 2000
- DLUM: Razstava likovnih del članov Društva likovnih umetnikov Maribor, Razstavni salon Rotovž, Maribor, Slovenija, 6. 3. 2001 – 29. 3. 2001
- Razstava članov DLUM 2002, Galerija Luka, Pula, Hrvaška, 10. 8. 2002 – 30. 8. 2002
- Majski salon: Nesekcionirano, Jakopičeva galerija, Ljubljana, Slovenija, 13. 5. 2003 – 31. 5. 2003
- Razstava članov DLUM 2003, Razstavni salon Rotovž, Maribor, Slovenija, 7. 10. 2003 – 4. 11. 2003
- Razstava članic in članov Društva likovnih umetnikov Maribor 2004, Razstavni salon Rotovž, Maribor, Slovenija, 14. 10. 2004 – 11. 11. 2004
- Risbe članov DLUM, Galerija DLUM, Maribor, Slovenija, 5. 1. 2005 – 11. 1. 2005
- Jubilanti 2007, Galerija DLUM, Maribor, Slovenija, 12. 9. 2007 – 29. 9. 2007
- Razstava članic in članov Društva likovnih umetnikov Maribor 2007, Galerija Grad, Slovenska Bistrica, Slovenija, 26. 10. 2007 – 18. 11. 2007
- Novoletna prodajna razstava, Galerija DLUM, Maribor, Slovenija, 5. 12. 2007 – 1. 1. 2008

### Knjige
- Janez Pristavec: Srečanja (uvod Mario Berdič), Maribor: Mariborska literarna družba, 2006; ISBN 961-6483-54-4